# Otar Korghalidze
Otar Korghalidze (gruz. ოთარ კორღალიძე; ur. 2 września 1960) to gruziński trener i piłkarz występujący na pozycji napastnika. W czasie swojej kariery występował w klubach ze Związku Radzieckiego, Gruzji, Austrii, Azerbejdżanu i Estonii. Jego syn, Lewan Korghalidze występuje w reprezentacji Gruzji.